# Alfonso Albalá
Alfonso Albalá (n. Còria (Càceres); 1924 - f. Madrid; 1973) fou un escriptor i periodista espanyol.

## Biografia
Com a periodista, va treballar en els diaris Informaciones i Ya. Va ser professor de l'Escola de Periodisme de l'Església i de la Facultat de Ciències de la Informació de la Universitat Complutense de Madrid, al moment de la seva creació. Per això, la primera promoció d'aquesta Facultat va portar el nom de "Promoció Alfonso Albalá".

## Obra

### Poesia
- 1949 Desde la lejanía
- 1952 Umbral de armonía. Accèssit del Premi Adonáis del 1951.
- 1966 El friso

### Novel·la
- 1968 El secuestro
- 1969 Los días del odio

### Assaig
- 1970 Introducción al periodismo

### Publicacions pòstumes
- 1979 El fuego (novel·la)
- 1979 Sonetos de la sed y otros poemas (poesia)
- 1998 Poesía completa, Ajuntament de Còria. Edició de María José, Paloma i Gracia Albalá. Pròleg de Manuel Alvar, de la Reial Acadèmia Espanyola.
- 2005 Memorial del piano (novel·la), Editora Regional d'Extremadura. Edició i pròleg de Gregorio Torres Nebrera.[3]